# Киевка (Приморский край)

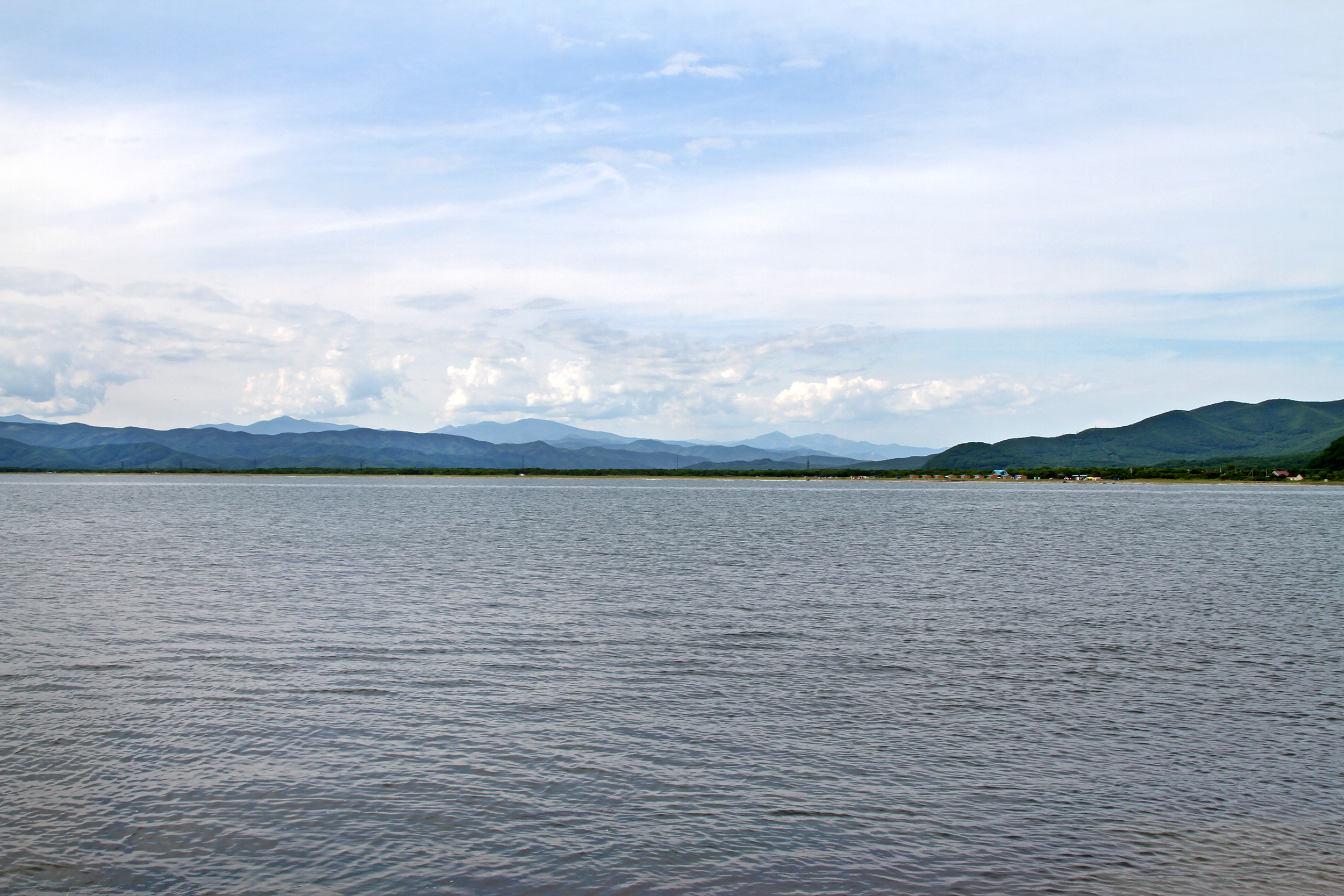
Побережье бухты Киевка

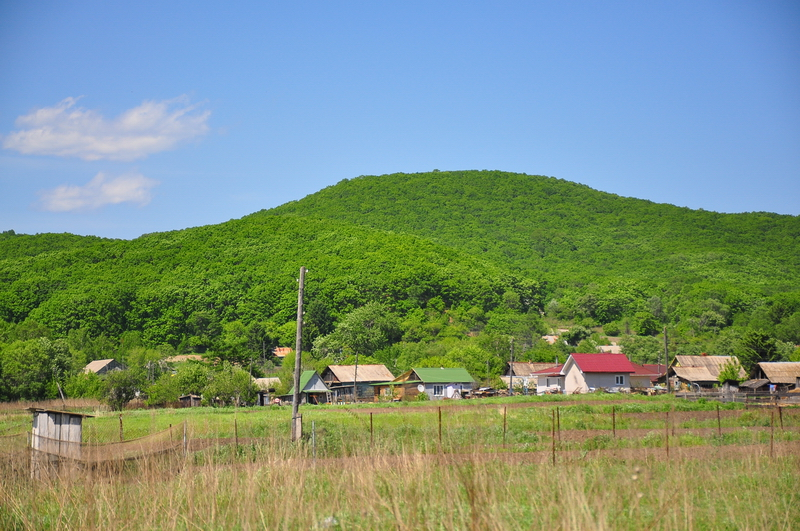

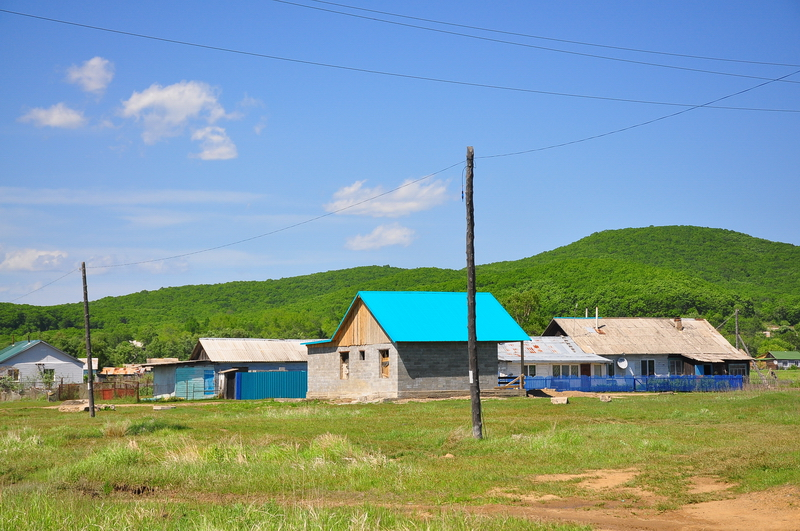

Ки́евка — село в Лазовском районе Приморского края, входит в состав Беневского сельского поселения.

## География
Село находится на берегу реки Киевка, в месте разделения её на два рукава, впадающих в одноимённую бухту Японского моря, на автодороге Р448.

## История
Основано в 1899 году переселенцами из Сквирского уезда Киевской губернии и названо в честь Киева. Ранее в селе долгое время располагалась главная усадьба Лазовского природного заповедника, занимающего около четверти территории района, которая в дальнейшем перенесена в село Лазо. В Киевке осталась небольшая станция для изучения горала в условиях неволи.

## Население
| 1900 | 1912 | 1915 | 1926 | 2002 | 2007 | 2008 |
| ---- | ---- | ---- | ---- | ---- | ---- | ---- |
| 104  | ↗320 | ↗513 | ↗546 | ↗697 | ↘646 | ↗650 |
| 2010 |      |      |      |      |      |      |
| ↘518 |      |      |      |      |      |      |

## Улицы
| - ул. 1 Мая, - ул. 50 лет Октября, - ул. Берёзовая, - ул. Горная, | - ул. Дачная, - ул. Ключевая, - ул. Луговая, - ул. Пионерская, | - ул. Рязанская, - ул. Северная, - пер. Школьный. |

## Туризм
Живописная местность и практически нетронутая природа привлекает туристов, однако, следует остерегаться в окрестностях тигров из заповедника (особенно зимой) и сделать прививку от энцефалита в тёплый период.

## Культура
В селе был снят документальный фильм «Заповедный колодец».